# シベリア鉄道殺人事件
『シベリア鉄道殺人事件』（シベリアてつどうさつじんじけん）は、西村京太郎の長編推理小説。1992年に朝日新聞社から刊行された。

## あらすじ
東京新宿・歌舞伎町のブティックホテルで外国人女性の刺殺体と瀕死の男性が発見された。男性の方は「シベリア鉄道…」と言い残して絶命する。十津川たちが捜査すると、栄貿易（ドラマでは巴交易）の関係者・長谷部功が容疑者として浮上、十津川は手掛かりとして残されたロシア号発着日時が記されたメモを入手して、観光旅行者の名目でロシア出張を志願して、シベリア鉄道に乗り込む。列車内で長谷部と思われる人物と長谷部の関係者・菊池久幸、ウラジオストクで出会った北村秀子と出会い、北村が十津川のガイドとして同行する。長谷部はイルクーツクで途中下車、そこで十津川は日本領事館駐在員の沢木に声を掛けられる。実は栄貿易（巴交易）が裏で行っている核兵器開発がらみの犯罪を捜査中とのことで、十津川、北村、沢木は共同捜査を行う。

## 主な登場人物

### 警察関係者
- 十津川省三 - 警視庁捜査一課警部。
- 亀井定雄 - 警視庁捜査一課刑事。十津川の部下。十津川とコンビで活動する。原作では途中から参加しているが、ドラマでは留守連絡係で、十津川の帰りと土産のウォッカを待っていた。
- 本多時孝 - 警視庁捜査一課課長。十津川・亀井らの上司。
- 安原美知子 - 警視庁捜査一課刑事。
- 西本功 - 警視庁捜査一課刑事。
- 三上 - 警視庁刑事部長。
- 三田村 - 警視庁捜査一課刑事。
- 清水 - 警視庁捜査一課刑事。
- 高木 - 新潟県警刑事。
- バラナフ - ロシア警察官で、菊池達のことで十津川たちに協力する。

### 栄貿易（巴交易）関係者
- 長谷部功 - 十津川の推理により最初に捜査線上に浮上した容疑者。所属する商社の謎の部署に所属。
- 菊池久幸 - 長谷部の直属の上司。
- 杉みゆき - 長谷部の同僚。シベリア鉄道で十津川たちの捜査を妨害する。ドラマでは「杉原みゆき」。

### その他
- 北村秀子 - ウラジオストクで十津川と出会い、ガイドを志願して同乗する。しかし、十津川が長谷部を追跡することを知っていて、沢木から十津川に同行するように言われ、志願した。イルクーツクで沢木と合流したところで、十津川に身分を明かした。
- 沢木信介 - 北村の上司。外務省参事官でイルクーツク領事館駐在員。長谷部を追う十津川にガイドを装って同行するよう北村に指示し、イルクーツクで2人に合流して、核兵器事件のことを明かす。エカテリンブルグで北村が「絶対に菊池をとっつかまえなければ、祖父に顔向けができない」と言ったのには十津川とともに、「今時の若者にしては、珍しい」と舌を巻いた。
- ニーナ・チモヘイワ - バイカル湖畔で動物と共に一人暮らしをしている環境学者。ソビエト時代に核開発に参加したため、十津川の尋問を受けるが、「バイカルが大事」と核開発に再び参加しないと伝える。だが、弟のセルゲイが菊池たちに人質にとられたので、渋々再参加する羽目になった。
- セルゲイ・チモヘイフ - ニーナの弟。日本に留学して日本人の恋人がいる。だが、ニーナを手中に収めたい菊池達に拉致されて、どこかの違法工場に監禁された。

## 書誌情報
- 『シベリア鉄道殺人事件』（朝日新聞社、1992年12月、ISBN 4-02-256578-0）
- 『シベリア鉄道殺人事件』（光文社〈カッパ・ノベルス〉、1995年2月、ISBN 4-334-07126-0）
- 『シベリア鉄道殺人事件』（講談社〈講談社文庫〉、1996年1月、ISBN 978-4-06-263150-1）
- 『シベリア鉄道殺人事件』（朝日新聞社〈朝日文芸文庫〉、1996年11月、ISBN 4-02-264092-8）
- 『シベリア鉄道殺人事件』（光文社〈光文社文庫〉、2007年2月、ISBN 978-4-334-74207-2）

## テレビドラマ

### 1999年版
『十津川警部シリーズ18・シベリア鉄道殺人事件』は、TBS系列の2時間ドラマ『月曜ドラマスペシャル』（毎週月曜日21:00 - 22:54、JST）で1999年12月27日に放送された。主演は渡瀬恒彦。

#### キャスト
- 十津川省三 - 渡瀬恒彦
- 亀井正 - 伊東四朗
- 本多 - 小野ヤスシ
- 安原 - 山村紅葉
- 西本 - 堤大二郎
- 北村秀子 - 遠野凪子
- 沢木信介 - 柴俊夫
- 菊池久幸 - 永島敏行
- 長谷部功 - 岸本祐二
- 杉原みゆき - 石堂夏央
- 三田村周三
- ユーリ・ブーラフ
- 加藤宏章
- 北原奈々子
- 小沢象
- 竹田雅貴
- 麿赤兒
- 町田政則
- 佐川大輔
- 重松収
- アレクサンドル・ザポロージェッ
- ニコライ・ティモシエンコ
- ヤーナ・ミャルク
- エリカ
- ミーケ・オルガ
- オルグ・マルコフ
- アナトーリー・ホメンコ
- ヴィサコフスキー・アレクサンドロ
- イリーナ・クレショバ

#### スタッフ
- 原作 - 西村京太郎（講談社刊）
- 脚本 - 安本莞二
- 監督 - 藤尾隆
- プロデューサー - 森下和清、杉村治司
- 制作 - テレパック、TBS